# ポルシェ・804
ポルシェ・804（Porsche 804 ）は1962年に製作されたポルシェのフォーミュラ1カーである。

## 概要

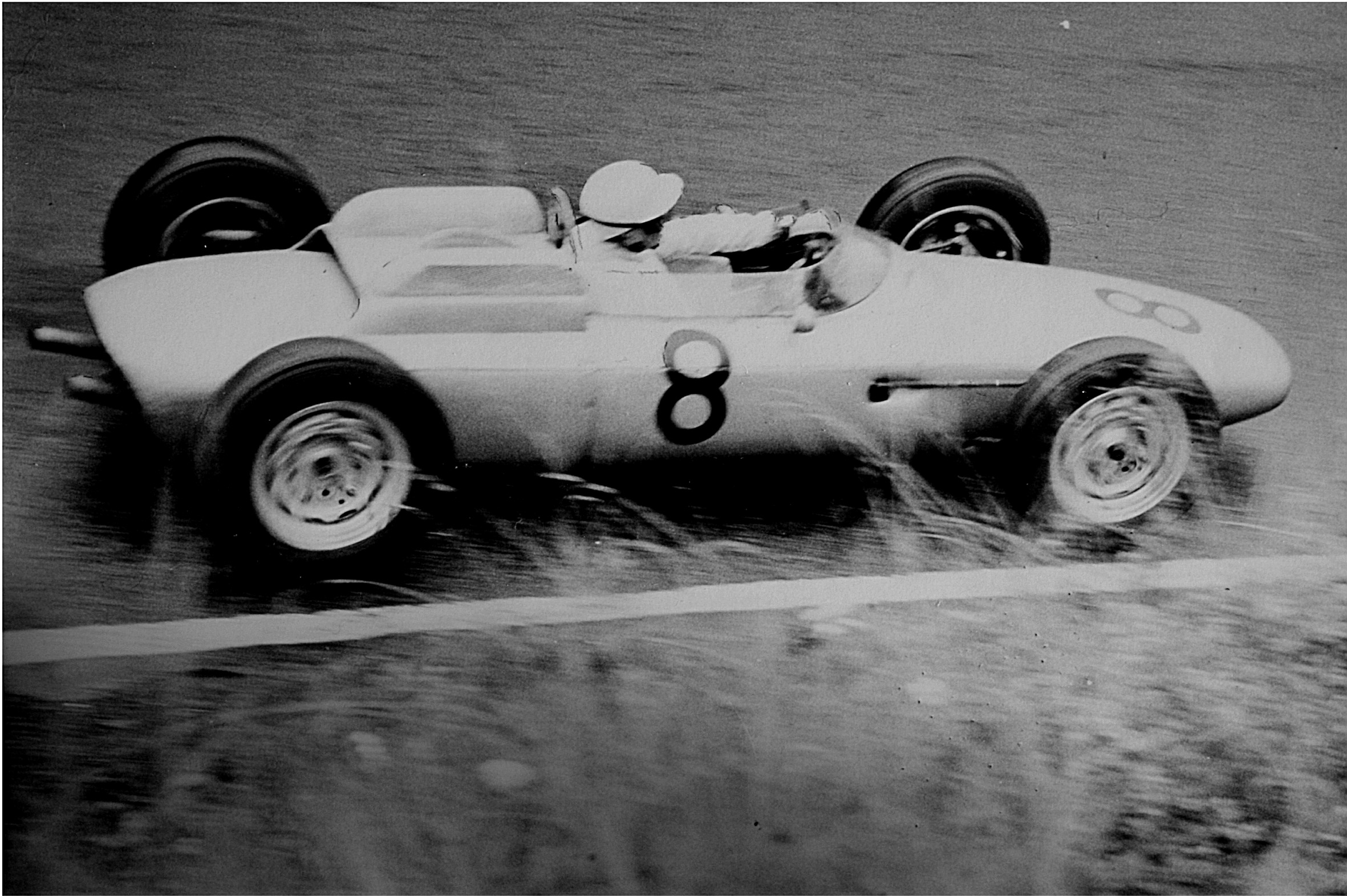
1962年ドイツGPにてヨアキム・ボニエがドライブする804

1961年を戦ったポルシェ・787に代わり、1962年シーズンに向け4台が製作された。

### エンジン
ボアφ66mm、ストローク54.6mmの超ショートストロークで1494cc、水平対向8気筒フォアカムで180馬力/9200rpm、15.6kgm/rpmを発揮する753型エンジンをミッドシップに搭載している。コネクティング・ロッドはチタン製であり、エンジンにチタンが使用された最初の事例となった。

### シャーシ
チューブラー・スペース・フレームを採用した。

### ボディー
エンジンクーリングファンを水平にレイアウトして空気抵抗軽減と軽量化を実現している。

## レース戦績
ダン・ガーニーにより802-02がフランスグランプリで1勝したのみに留まった。

## その他
802-03はダン・ガーニーによりノンタイトルのソリチュード・グランプリで優勝し、その後一時は松田コレクションのポルシェ博物館にあった。